# Platyias latiscapularis
Platyias latiscapularis är en hjuldjursart som beskrevs av Koste 1974. Platyias latiscapularis ingår i släktet Platyias och familjen Brachionidae. Inga underarter finns listade i Catalogue of Life.